# Trois-Rivières (Guadalupe)

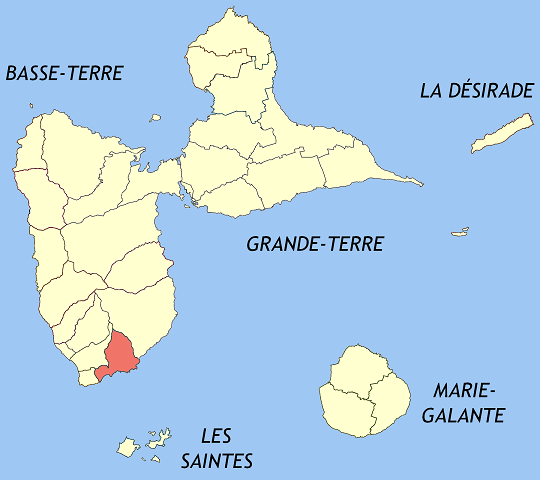
Municipis de Guadalupe

Trois-Rivières  és un municipi francès, situat a Guadalupe, una regió i departament d'ultramar de França situat a les Petites Antilles. L'any 2006 tenia 8.864 habitants. Limita a l'oest amb Gourbeyre i Vieux-Fort i a l'est amb Capesterre-Belle-Eau.

## Demografia
| 8.732                                      | 8.864 |
| Des de 1962: població sense dobles comptes |       |

## Administració
| Període   | Identitat                   | Partit                    |
| --------- | --------------------------- | ------------------------- |
| 1995-2008 | Albert Dorville             | Unió pel Moviment Popular |
| 2008-     | Hélène Vainqueur-Christophe | Divers gauche             |

## Agermanaments
- Saint-Augustin-de-Desmaures
- la Ferté-Saint-Aubin